# Ancistrostylis
- Commons
- Wikispecies

Ancistrostylis T.Yamaz. é um gênero botânico da família Acanthaceae.

## Sinonímia
- Staurogyne Wall.

## Espécie
Apresenta uma única espécie:
- Ancistrostylis harmandii (Bonati) T.Yamazaki

## Nome e referências
- Scotland, R. W. & K. Vollesen. 2000. Classification of Acanthaceae. Kew Bull.  55:582.